# Jonathan Ring
Erik Jonathan Ring (ur. 5 grudnia 1991 w Örebro) – szwedzki piłkarz grający na pozycji lewego pomocnika w południowokoreańskim klubie Jeju United. W swojej karierze grał w IFK Värnamo, Kalmar FF, Gençlerbirliği SK i Djurgårdens IF.

## Życie prywatne
Ma młodszego brata Sebastiana (ur. 1995), który również jest piłkarzem.